# Thinophilus brevipes
Thinophilus brevipes är en tvåvingeart som beskrevs av Van Duzee 1932. Thinophilus brevipes ingår i släktet Thinophilus och familjen styltflugor.
Artens utbredningsområde är Florida. Inga underarter finns listade i Catalogue of Life.